# Marquesado de Guadalcanal
El marquesado de Guadalcanal es un título nobiliario español creado por el rey Juan Carlos I el 11 de julio de 2008 a favor de Antonio Fontán Pérez, primer presidente del Senado de España tras su creación por aprobación de la Constitución de 1978.

## Denominación
Su nombre se refiere al municipio andaluz de Guadalcanal, situado en la provincia de Sevilla.

## Carta de Otorgamiento
El título se le concedió por: 

«La destacada trayectoria de don Antonio Fontán Pérez en el mundo de la Universidad, el periodismo y la política, durante una larga vida marcada por su generoso espíritu de servicio público, merece ser reconocida de manera especial, por lo que, queriendo demostrarle mi Real aprecio...»
Real Decreto 1174/2008, de 11 de julio. Publicado en el BOE el 12 julio 2008.

## Marqueses de Guadalcanal
|                            | Titular                    | Periodo                    |
| Creación por Juan Carlos I | Creación por Juan Carlos I | Creación por Juan Carlos I |
| -------------------------- | -------------------------- | -------------------------- |
| I                          | Antonio Fontán Pérez       | 2008-2010                  |
| II                         | Eugenio Fontán Pérez       | 2012-2017                  |
| III                        | María Teresa Fontán Oñate  | 2018-actual titular        |

## Historia de los marqueses de Guadalcanal
La actual titular es María Teresa Fontán Oñate, sobrina paterna del primer titular, Antonio Fontán Pérez, e hija del II marqués de Guadalcanal, Eugenio Fontán Pérez.